# Блумфилд (Калифорнија)
Блумфилд (енгл. Bloomfield) насељено је место без административног статуса у америчкој савезној држави Калифорнија.

## Демографија
По попису из 2010. године број становника је 345.
| Група             | 2000.    | 2010.       |
| Белци             | 0 (0,0%) | 270 (78,3%) |
| Афроамериканци    | 0 (0,0%) | 0 (0,0%)    |
| Азијати           | 0 (0,0%) | 4 (1,2%)    |
| Хиспаноамериканци | 0 (0,0%) | 62 (18,0%)  |
| Укупно            | 0        | 345         |